# Nagyszakácsi
Nagyszakácsi is een plaats (község) en gemeente in het Hongaarse comitaat Somogy. Nagyszakácsi telt 490 inwoners (2001).